# خوسيه ميغيل باراس
خوسيه ميغيل فاراس (1928 - 23 سبتمبر 2011)، هو كاتب وروائي من تشيلي حصل على الجائزة الوطنية التشيلية للأدب عام 2006.
ومعروف في العالم العربي بروايته «بريد بغداد».

## حياته
ولد في تشيلي عام 1928 ومارس الصحافة والكتابة وعمل مذيعاً في سن 18 عاما، حيث قدم برنامج «اسمعي يا تشيلي»، وصاغ أعمالاً تتغذى من تجاربه الشخصية في الحياة السياسية والصحافية، في عام 1946 التحق بجامعة تشيلي لدراسة القانون (في فترة بعد الظهر كان يعمل في شركة تأمين، وفي الليل في محطة إذاعية 3)، كما أسس جريدة من ورقة واحدة وكان يكتب مقالاته الساخرة فيها، ثم بدأ في نشر قصصه القصيرة، فنشر أول كتاب له بعنوان «ثرثرة» في عقد الخمسينيات من القرن العشرين. وساهم في الكتابة في صحف ومجلات محلية ودولية، وارتبط بصداقة مع بابلو نيرودا وأهم كتاب تشيلي المعاصرين له، بعد الانقلاب العسكري عام 1973 الذي قاده الجنرال بينوشيه على الرئيس المنتخب سلفادور أليندي، غادر تشيلي إلى منفاه في موسكو ولم يعد إلى بلده إلا بعد سقوط الحكم الديكتاتوري عام 1989، ونشر أكثر من عشرة كتب، فبالإضافة إلى رواية «بريد بغداد» ألف كتاب بعنوان «نيرودا» وكتاب «أحلام الرسام»، كما نال عام 2006 أهم جائزة أدبية في بلده وهي الجائزة الوطنية للأدب في تشيلي، حيث نافسته على الجائزة في ذلك العام الروائية إيزابيل الليندي.

## وفاته
توفي في 23 سبتمبر 2011 في منزله الواقع في بلدة نونيوا في القطاع الشمالي الشرقي من مدينة سانتياغو العاصمة، ودفن في مقبرة «باركي ديل ريكويردو».